# Jochbach (Kochelsee)
Der Jochbach ist ein 3 km langer Zufluss des Kochelsees in Oberbayern.

## Geographie

### Verlauf
Der Jochbach entsteht beim Roßkopf, einer kleineren Erhebung nördlich unterhalb des Herzogstands.
Nach kurzem ostwärtigem Lauf nimmt er von rechts die Roßfüllaine auf.
In der Nähe des Walchenseekraftwerks macht er einen Knick nach Norden und mündet dann am Nordufer des Kochelsees in ebendiesen.
Der Oberlauf des wesentlich höher entspringenden rechten Zuflusses Roßfüllaine wird Teufelsgraben genannt. Diesen kreuzt der Pionierweg über die so genannte Sophienbrücke.

## Galerie

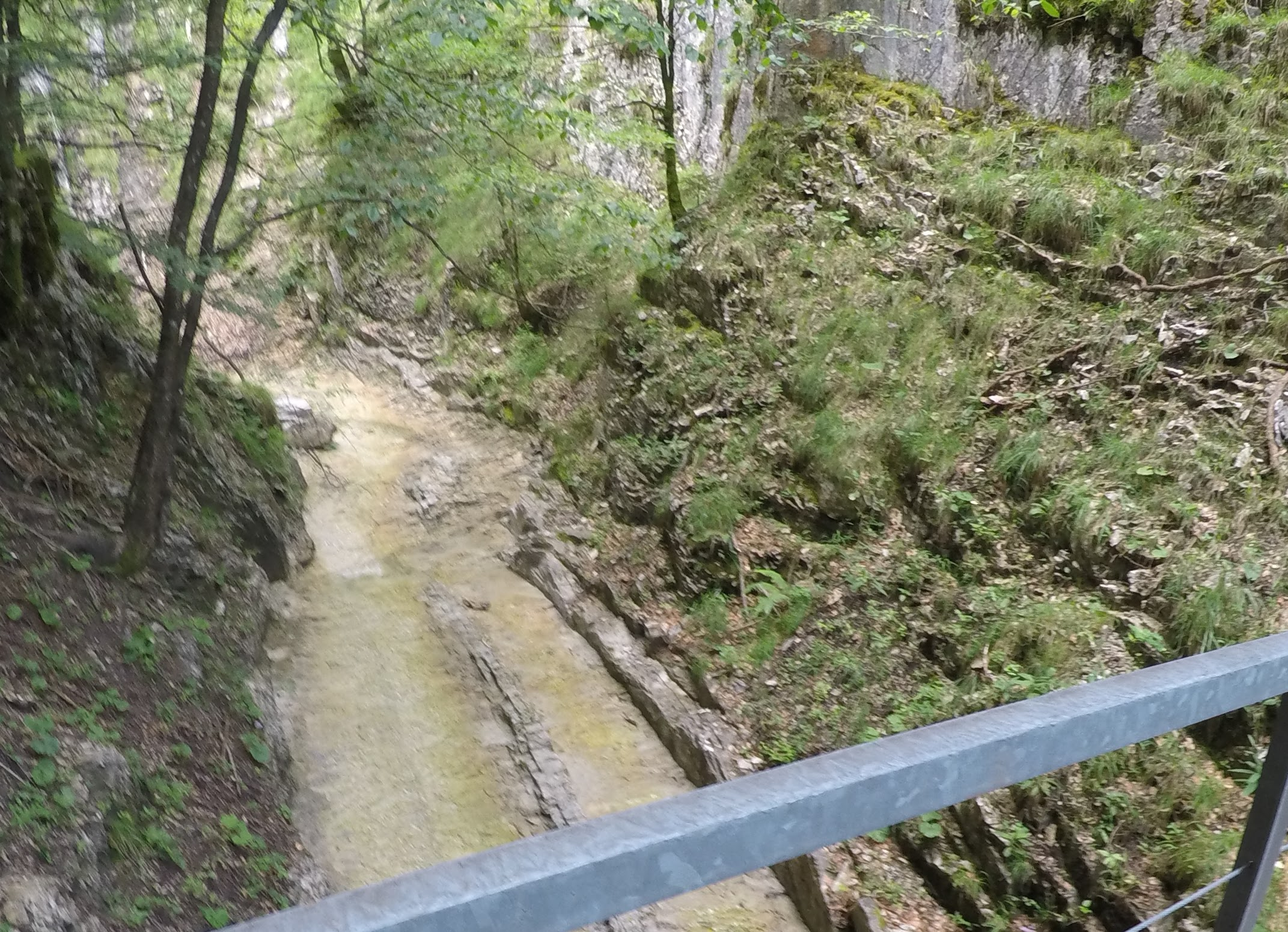
An der Sophienbrücke über den Teufelsgraben am Pionierweg